# Lijst van Stolpersteine in Steenwijkerland

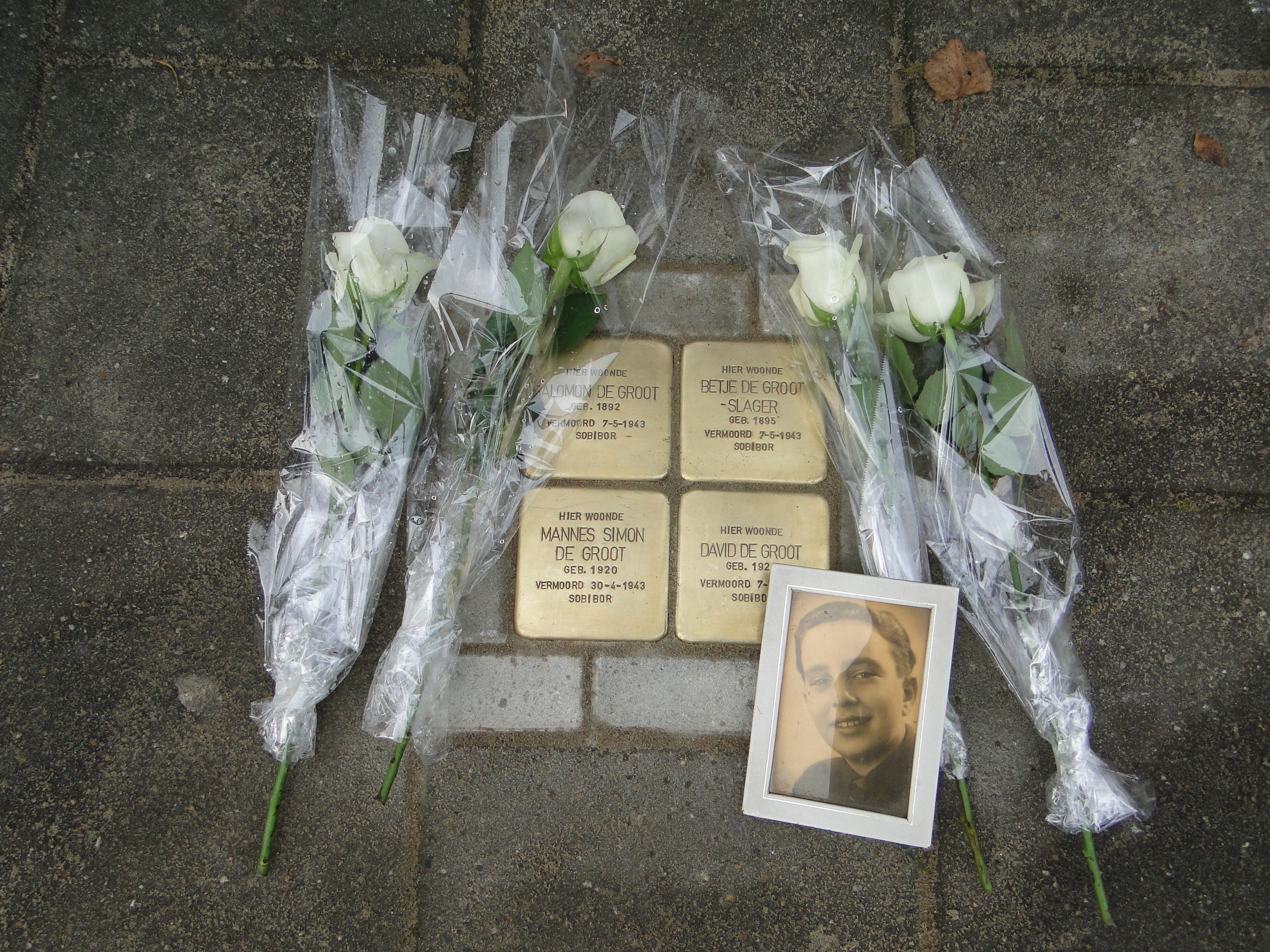
Stolpersteine voor familie De Groot in Steenwijk

De Lijst van Stolpersteine in Steenwijkerland geeft een overzicht van de gedenkstenen die in de gemeente Steenwijkerland in de Nederlandse provincie Overijssel zijn geplaatst in het kader van het Stolpersteine-project van de Duitse beeldhouwer-kunstenaar Gunter Demnig.
Stolpersteine zijn opgedragen aan slachtoffers van het nationaalsocialisme, al diegenen die zijn vervolgd, gedeporteerd, vermoord, gedwongen te emigreren of tot zelfmoord gedreven door het nazi-regime. Demnig legt voor elk slachtoffer een aparte steen, meestal voor de laatste zelfgekozen woning.
Omdat het Stolpersteine-project doorloopt, kan deze lijst onvolledig zijn.

## Stolpersteine
In de gemeente Steenwijkerland liggen 62 Stolpersteine: acht in Blokzijl, een in Eesveen en 53 in Steenwijk.

### Blokzijl
In Blokzijl liggen acht Stolpersteine op twee adressen.
| Afbeelding | Inscriptie | Adres            | Herdachte persoon                   |
| ---------- | --- | ---------------- | ----------------------------------- |
|            | HIER WOONDE DAVID DE HORST GEB. 1934 GEDEPORTEERD 1942 UIT WESTERBORK VERMOORD 26-10-1942 AUSCHWITZ           | Kerkstraat 218   | David de Horst (1934-1942)          |
|            | HIER WOONDE MIETJE DE HORST GEB. 1927 GEDEPORTEERD 1942 UIT WESTERBORK VERMOORD 26-10-1942 AUSCHWITZ          | Kerkstraat 218   | Mietje de Horst (1927-1942)         |
|            | HIER WOONDE MOZES DE HORST GEB. 1867 GEDEPORTEERD 1943 UIT WESTERBORK VERMOORD 14-5-1943 SOBIBOR              | Zuiderstraat 322 | Mozes de Horst (1867-1943)          |
|            | HIER WOONDE MOZES DE HORST GEB. 1926 GEDEPORTEERD 1942 UIT WESTERBORK VERMOORD 31-3-1944 MIDDEN EUROPA        | Kerkstraat 218   | Mozes de Horst (1926-1944)          |
|            | HIER WOONDE RIKA DE HORST GEB. 1902 GEDEPORTEERD 1943 UIT WESTERBORK VERMOORD 11-6-1943 SOBIBOR               | Zuiderstraat 322 | Rika de Horst (1902-1943)           |
|            | HIER WOONDE SOES MANUS DE HORST GEB. 1896 GEDEPORTEERD 1942 UIT WESTERBORK VERMOORD 31-3-1944 MIDDEN EUROPA   | Kerkstraat 218   | Soes Manus de Horst (1896-1944)     |
|            | HIER WOONDE NAATJE DE HORST- KEIZER GEB. 1866 GEDEPORTEERD 1943 UIT WESTERBORK VERMOORD 14-5-1943 SOBIBOR     | Zuiderstraat 322 | Naatje de Horst-Keizer (1866-1943)  |
|            | HIER WOONDE ROOSJE DE HORST- MEIBOOM GEB. 1891 GEDEPORTEERD 1942 UIT WESTERBORK VERMOORD 26-10-1942 AUSCHWITZ | Kerkstraat 218   | Roosje de Horst-Meiboom (1891-1942) |

### Eesveen
In Eesveen ligt een Stolperstein.
| Afbeelding | Inscriptie                                                         | Adres                     | Herdachte persoon           |
| ---------- | ------------------------------------------------------------------ | ------------------------- | --------------------------- |
|            | HIER WOONDE HERMAN DE GROOT GEB. 1894 VERMOORD 6-9-1942 MAUTHAUSEN | Hoek Gierwal/Eesveenseweg | Herman de Groot (1894-1942) |

### Steenwijk
In Steenwijk liggen 53 Stolpersteine op twintig adressen.
| Afbeelding | Inscriptie                                                                               | Adres                              | Herdachte persoon                           |
| ---------- | ---------------------------------------------------------------------------------------- | ---------------------------------- | ------------------------------------------- |
|            | HIER WOONDE ISAÄK CASOETTO GEB. 1886 VERMOORD 22-10-1942 AUSCHWITZ                       | Irisstraat 2                       | Isaäc Casoetto (1886-1942)                  |
|            | HIER WOONDE MARTHA CULP GEB. 1907 VERMOORD 31.10.1944 AUSCHWITZ                          | Noordersingel 12                   | Martha Culp (1907-1944)                     |
|            | HIER WOONDE JULIA VAN DIJK-DE VRIES GEB. 1903 VERMOORD 30-11-1943 AUSCHWITZ              | Noordersingel 12                   | Julia van Dijk-de Vries (1903-1943)         |
|            | HIER WOONDE LEVIE DRUKKER GEB. 1901 VERMOORD 11-6-1943 SOBIBOR                           | Irisstraat 8                       | Levie Drukker (1901-1943)                   |
|            | HIER WOONDE GERSOM GOSSCHALK GEB. 1899 VERMOORD 7-5-1943 SOBIBOR                         | Paul Krugerstraat 7                | Gersom Gosschalk (1899-1943)                |
|            | HIER WOONDE HEIMAN DAVID GOSSCHALK GEB. 1936 VERMOORD 7-5-1943 SOBIBOR                   | Paul Krugerstraat 7                | Heiman David Gosschalk (1936-1943)          |
|            | HIER WOONDE SAARTJE GOSSCHALK-SLAGER GEB. 1894 VERMOORD 7-5-1943 SOBIBOR                 | Paul Krugerstraat 7                | Saartje Gosschalk-Slager (1894-1943)        |
|            | HIER WOONDE DAVID DE GROOT GEB. 1929 VERMOORD 7-5-1943 SOBIBOR                           | Stationstraat 15                   | David de Groot (1929-1943)                  |
|            | HIER WOONDE MANNES SIMON DE GROOT GEB. 1920 VERMOORD 30-4-1943 SOBIBOR                   | Stationstraat 15                   | Mannes Simon de Groot (1920-1943)           |
|            | HIER WOONDE MARGARITA DE GROOT GEB. 1897 VERMOORD 23-4-1943 SOBIBOR                      | Tukseweg 108                       | Margarita de Groot (1897-1943)              |
|            | HIER WOONDE MARIANNE DE GROOT GEB. 1882 GEVLUCHT IN DE DOOD 6-10-1942 STEENWIJKERWOLD    | Tukseweg 108                       | Marianne de Groot (1882-1943)               |
|            | HIER WOONDE MOZES DE GROOT GEB. 1888 VERMOORD 26-10-1942 AUSCHWITZ                       | Tukseweg 108                       | Mozes de Groot (1888-1942)                  |
|            | HIER WOONDE SALOMON DE GROOT GEB. 1892 VERMOORD 7-5-1943 SOBIBOR                         | Stationstraat 15                   | Salomon de Groot (1892-1943)                |
|            | HIER WOONDE BETJE DE GROOT -SLAGER GEB. 1895 VERMOORD 7-5-1943 SOBIBOR                   | Stationstraat 15                   | Betje de Groot-Slager (1895-1943)           |
|            | HIER WOONDE BETTY VAN DER HORST GEB. 1928 VERMOORD 28-5-1943 SOBIBOR                     | Markt 10                           | Betty van der Horst (1928-1943)             |
|            | HIER WOONDE JOSEPH VAN DER HORST GEB. 1930 VERMOORD 28-5-1943 SOBIBOR                    | Markt 10                           | Joseph van der Horst (1930-1943)            |
|            | HIER WOONDE MARGREET VAN DER HORST GEB. 1934 VERMOORD 28-5-1943 SOBIBOR                  | Markt 10                           | Margreet van der Horst (1934-1943)          |
|            | HIER WOONDE CLARA VAN DER HORST- NIHOM GEB. 1896 VERMOORD 28-5-1943 SOBIBOR              | Markt 10                           | Clara van der Horst-Nihom (1896-1943)       |
|            | HIER WOONDE JACOB JACOBS GEB. 1874 VERMOORD 21-1-1943 AUSCHWITZ                          | Woldpromenade 3                    | Jacob Jacobs (1874-1943)                    |
|            | HIER WOONDE SALOMON JACOBS GEB. 1900 VERMOORD 31-3-1944 MIDDEN EUROPA                    | Woldpromenade 3                    | Salomon Jacobs (1900-1944)                  |
|            | HIER WOONDE NAATJE JACOBS- VAN DER HORST GEB. 1870 VERMOORD 21-1-1943 AUSCHWITZ          | Woldpromenade 3                    | Naatje Jacobs-van der Horst (1870-1943)     |
|            | HIER WOONDE GINETTE DE LANGE GEB. 1920 VERMOORD 25-1-1943 AUSCHWITZ                      | Irisstraat 2                       | Ginette de Lange (1920-1943)                |
|            | HIER WOONDE MARCUS DE LANGE GEB. 1875 VERMOORD 4-6-1943 SOBIBOR                          | Meppelerweg 80                     | Marcus de Lange (1875-1943)                 |
|            | HIER WOONDE SALOMON DE LANGE GEB. 1871 VERMOORD 14-5-1943 SOBIBOR                        | Irisstraat 2                       | Salomon de Lange (1871-1943)                |
|            | HIER WOONDE JETTE DE LANGE -DE LEEUW GEB. 1879 VERMOORD 4-6-1943 SOBIBOR                 | Meppelerweg 80                     | Jette de Lange-de Leeuw (1879-1943)         |
|            | HIER WOONDE HENRIETTE DE LANGE -VAN GELDEREN GEB. 1876 VERMOORD 14-5-1943 SOBIBOR        | Irisstraat 2                       | Henriette de Lange-van Gelderen (1876-1943) |
|            | HIER WOONDE ABRAHAM DE LEEUW GEB. 1887 VERMOORD 12-10-1942 AUSCHWITZ                     | Gasthuisstraat 39                  | Abraham de Leeuw (1887-1942)                |
|            | HIER WOONDE EDUARD DE LEEUW GEB. 1880 VERMOORD 22-10-1942 AUSCHWITZ                      | Grachtstraat 4                     | Eduard de Leeuw (1880-1942)                 |
|            | HIER WOONDE ELISABETH DE LEEUW GEB. 1924 VERMOORD 31-1-1944 AUSCHWITZ                    | Tulpstraat 26                      | Elisabeth de Leeuw (1924-1944)              |
|            | HIER WOONDE IZAK DE LEEUW GEB. 1875 VERMOORD 6-9-1944 AUSCHWITZ                          | Meppelerweg 2a                     | Izak de Leeuw (1875-1944)                   |
|            | HIER WOONDE MARGOTT JENNY DE LEEUW GEB. 1918 VERMOORD 31-1-1944 AUSCHWITZ                | Tulpstraat 26                      | Margott Jenny de Leeuw (1918-1944)          |
|            | HIER WOONDE MAURITS DE LEEUW GEB. 1877 VERMOORD 22-10-1942 AUSCHWITZ                     | Kornputsingel 28                   | Maurits de Leeuw (1877-1942)                |
|            | HIER WOONDE MOZES MARCUS DE LEEUW GEB. 1883 VERMOORD 8-10-1942 AUSCHWITZ                 | Tulpstraat 26                      | Mozes Marcus de Leeuw (1883-1942)           |
|            | HIER WOONDE ANNA BERTHA DE LEEUW-DE LEEUW GEB. 1882 VERMOORD 9-7-1943 SOBIBOR            | Gasthuislaan 21                    | Anna Bertha de Leeuw-de Leeuw (1882-1943)   |
|            | HIER WOONDE BETJE DE LEEUW -DE LEEUW GEB. 1875 VERMOORD 14-5-1943 SOBIBOR                | Tulpstraat 26                      | Betje de Leeuw-de Leeuw (1875-1943)         |
|            | HIER WOONDE KAATJE DE LEEUW-KAN GEB. 1850 VERMOORD 24-4-1943 WESTERBORK                  | Gasthuislaan 21                    | Kaatje de Leeuw-Kan (1850-1943)             |
|            | HIER WOONDE SEBILLA DE LEEUW-SCHAAP GEB. 1883 VERMOORD 12-10-1942 AUSCHWITZ              | Gasthuisstraat 39                  | Sebilla de Leeuw-Schaap (1883-1942)         |
|            | HIER WOONDE ABRAHAM REINDORP GEB. 1877 VERMOORD 8-10-1942 AUSCHWITZ                      | Noordersingel 12                   | Abraham Reindorp (1877-1942)                |
|            | HIER WOONDE EMMA REINDORP-STOKVIS GEB. 1879 VERMOORD 8-10-1942 AUSCHWITZ                 | Noordersingel 12                   | Emma Reindorp-Stokvis (1879-1942)           |
|            | HIER WOONDE ARON SLAGER GEB. 1919 VERMOORD 31-12-1943 MIDDEN EUROPA                      | Oosterstraat 85                    | Aron Slager (1919-1943)                     |
|            | HIER WOONDE BERTHA SLAGER GEB. 1877 VERMOORD 25-1-1943 AUSCHWITZ                         | J H Tromp Meestersstraat 8         | Bertha Slager (1877-1943)                   |
|            | HIER WOONDE IZAAK SLAGER GEB. 1863 VERMOORD 6-9-1944 AUSCHWITZ                           | Scholestraat 15                    | Izaak Slager (1863-1944)                    |
|            | HIER WOONDE JACOB SLAGER GEB. 1875 VERMOORD 14-5-1943 SOBIBOR                            | Rozenstraat 11                     | Jacob Slager (1875-1943)                    |
|            | HIER WOONDE JOHAN SLAGER GEB. 1916 VERMOORD 23-12-1942 NIEDERKIRCH                       | Meester Hildebrand Tuttelstraat 11 | Johan Slager (1916-1942)                    |
|            | HIER WOONDE SIMON SLAGER GEB. 1898 VERMOORD 16-1-1945 VAIHINGEN (D)                      | Scholestraat 15                    | Simon Slager (1898-1945)                    |
|            | HIER WOONDE VERONIKA SLAGER GEB. 1879 VERMOORD 25-1-1943 AUSCHWITZ                       | J H Tromp Meestersstraat 8         | Veronika Slager (1879-1943)                 |
|            | HIER WOONDE NETTIE SLAGER-DE LEVIE GEB. 1906 GEDEPORTEERD AUSCHWITZ BEVRIJD              | Scholestraat 15                    | Nettie Slager-de Levie (1906-1975)          |
|            | HIER WOONDE JUDITH SLAGER-SPIER GEB. 1871 VERMOORD 14-5-1943 SOBIBOR                     | Rozenstraat 11                     | Judith Slager-Spier (1871-1943)             |
|            | HIER WOONDE SAARTJE SLAGER- ZEEHANDELAAR GEB. 1885 VLUCHT IN DE DOOD 23-7-1942 ANTWERPEN | Oosterstraat 85                    | Saartje Slager-Zeehandelaar (1885-1942)     |
|            | HIER WOONDE DANIËL VRIESLANDER GEB. 1941 VERMOORD 21-5-1943 SOBIBOR                      | Gasthuisstraat 12                  | Daniel Vrieslander (1941-1943)              |
|            | HIER WOONDE HIJMAN PINES VRIESLANDER GEB. 1913 VERMOORD 21.5.1943 SOBIBOR                | Gasthuisstraat 12                  | Hijman Pines Vrieslander (1913-1943)        |
|            | HIER WOONDE MIRJAM VRIESLANDER GEB. 1940 VERMOORD 21-5-1943 SOBIBOR                      | Gasthuisstraat 12                  | Mirjam Vrieslander (1940-1943)              |
|            | HIER WOONDE CAROLINA VRIESLANDER-COHEN GEB. 1913 VERMOORD 21-5-1943 SOBIBOR              | Gasthuisstraat 12                  | Carolina Vrieslander-Cohen (1913-1943)      |

## Zie ook

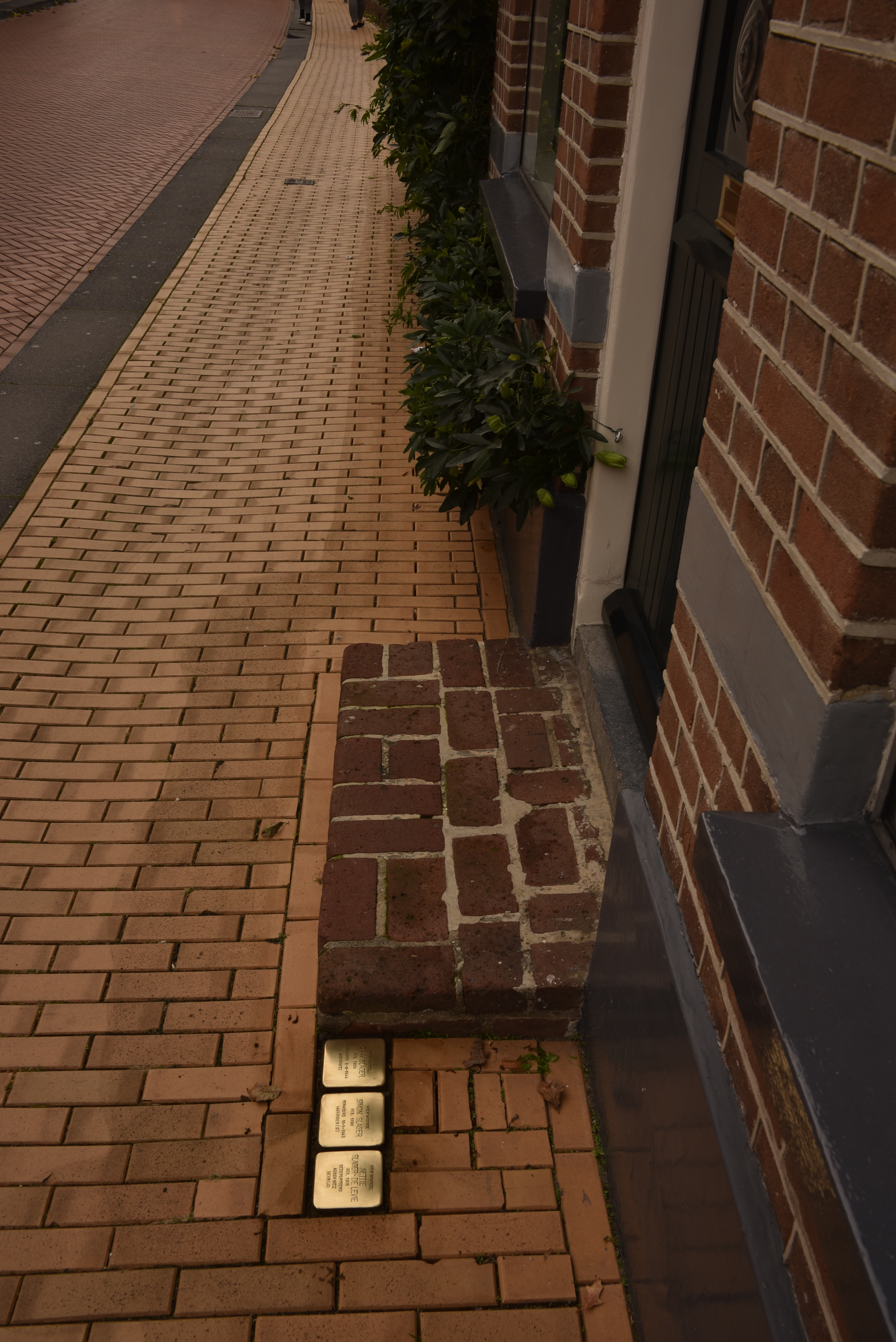
Stolpersteine voor familie Slager in Steenwijk

## Data van plaatsingen
- 6 december 2016: Blokzijl, acht Stolpersteine op Kerkstraat 218, Zuiderstraat 322
- 7 december 2016: Steenwijk, tweeëntwintig Stolpersteine op Gasthuisstraat 12, Irisstraat 2, Westwijkstraat 82
- 8 december 2016: Eesveen, een Stolperstein op hoek Gierwal/Eesveenseweg
- 9 augustus 2017: Steenwijk, vijfentwintig Stolpersteine
- 17 september 2017: Steenwijk, vijf Stolpersteine op J H Tromp Meestersstraat 8, Meester Hildebrand Tuttelstraat 11, Scholestraat 15

Almelo ·
Borne ·
Deventer ·
Dinkelland ·
Enschede ·
Haaksbergen ·
Hardenberg ·
Hellendoorn ·
Hengelo ·
Hof van Twente ·
Kampen ·
Losser ·
Oldenzaal ·
Olst-Wijhe ·
Ommen ·
Raalte ·
Rijssen-Holten ·
Staphorst ·
Steenwijkerland ·
Tubbergen ·
Twenterand ·
Wierden ·
Zwartewaterland ·
Zwolle